# 张枝青
张枝青（1981年10月14日—），出生于山东青岛，中国女子手球运动员，曾代表中国参加2004年夏季奥运会女子手球比赛。她也参加了2006年亚洲运动会女子手球比赛，未能获得奖牌。